# Wesam Rizik
Wesam Rizik Abdulmajid (arab.: وسام رزق, ur. 5 lutego 1981 w Kuwejcie) – katarski piłkarz, z pochodzenia Palestyńczyk, występujący na pozycji pomocnika w klubie Al-Khor. Urodził się w Kuwejcie.

## Kariera piłkarska
Wesam Rizik jest wychowankiem klubu Qatar SC. W seniorach tej drużyny debiutował w 1999 roku. Do końca sezonu 2003/2004 grał w tym zespole, który w tym okresie zwyciężył w pierwszej lidze katarskiej i dwukrotnie w Katarskim Pucharze o Koronę Króla, zaś Rizik 97 razy występował na boiskach ligowych. W tym czasie strzelił 16 bramek. Przed sezonem 2004/2005 trafił do zespołu Al-Sadd. Tutaj grał przez 5 sezonów. Dwukrotnie jego zespół zdobył tytuł mistrzowski, a on w Q-League grał 104 razy. Strzelił 14 goli. Triumfował też 2 razy w rozgrywkach Katarskiego Pucharu Emir, 3-krotnie w Katarskim Pucharze o Koronę Króla i raz w Pucharze Szejka Jassema. Od sezonu 2009/2010 jest zawodnikiem Al-Khor.
Zawodnik ten jest także wielokrotnym reprezentantem Kataru. W drużynie narodowej zadebiutował w 2001 roku. Do tej pory strzelił 5 bramek w drużynie narodowej. Został również powołany na Puchar Azji 2007, gdzie jego drużyna zajęła ostatnie miejsce w grupie. On sam wystąpił we wszystkich meczach tej fazy rozgrywek: z Japonią (1:1), Wietnamem (1:1) i Zjednoczonymi Emiratami Arabskimi (1:2).